# Box Elder (Montana)
Box Elder és una concentració de població designada pel cens dels Estats Units a l'estat de Montana. Segons el cens del 2000 tenia 794 habitants.

## Demografia
Segons el cens del 2000, Box Elder tenia 794 habitants, 183 habitatges, i 167 famílies. La densitat de població era de 53,3 habitants per km².
Dels 183 habitatges en un 64,5% hi vivien nens de menys de 18 anys, en un 56,3% hi vivien parelles casades, en un 29,5% dones solteres, i en un 8,2% no eren unitats familiars. En el 4,9% dels habitatges hi vivien persones soles l'1,6% de les quals corresponia a persones de 65 anys o més que vivien soles. El nombre mitjà de persones vivint en cada habitatge era de 4,34 i el nombre mitjà de persones que vivien en cada família era de 4,49.
Per edats la població es repartia de la següent manera: un 47,9% tenia menys de 18 anys, un 11,5% entre 18 i 24, un 27% entre 25 i 44, un 10,1% de 45 a 60 i un 3,7% 65 anys o més.
L'edat mediana era de 19 anys. Per cada 100 dones de 18 o més anys hi havia 80 homes.
La renda mediana per habitatge era de 19.728 $ i la renda mediana per família de 18.913 $. Els homes tenien una renda mediana de 19.773 $ mentre que les dones 20.795 $. La renda per capita de la població era de 6.128 $. Aproximadament el 47,2% de les famílies i el 51,2% de la població estaven per davall del llindar de pobresa.

## Poblacions més properes
El següent diagrama mostra les poblacions més properes.